# Liste des régiments de l'United States Marine Corps
Il s'agit d'une liste de régiments du Corps des Marines des États-Unis. Ils sont triés par statut et numéro, avec le type et la division actuels ou les plus récents. Certains des régiments inactifs sont remplacés par des bataillons actifs 

## Actif

### 1redivision des Marines
| Nom de l'unité          | Insigne | Surnom                 |
| ----------------------- | ------- | ---------------------- |
| 1er régiment de Marines |         | Premier des premiers   |
| 5e régiment de Marines  |         | Le cinquième au combat |
| 7e régiment de Marines  |         | Magnifique septième    |
| 11e régiment de Marines |         | Les Cannon Cockers     |

### 1ergroupe de logistique de Marines
| Nom de l'unité                                                    | Insigne | Surnom |
| ----------------------------------------------------------------- | ------- | ------ |
| 1er régiment de logistique de combat                              |         | N / A  |
| 15e régiment de logistique de combat                              |         | N / A  |
| Régiment de quartier général, 1er groupe de logistique de Marines |         | N / A  |

### 2edivision de Marines
| Nom de l'unité          | Insigne | Surnom            |
| ----------------------- | ------- | ----------------- |
| 2e régiment de Marines  |         | Tarawa            |
| 6e régiment de Marines  |         | Le combat sixième |
| 8e régiment de Marines  |         | N / A             |
| 10e régiment de Marines |         | Bras de décision  |

### 2egroupe de logistique de Marines
| Nom de l'unité                                                    | Insigne | Surnom |
| ----------------------------------------------------------------- | ------- | ------ |
| Régiment de logistique de combat 2                                |         | N / A  |
| Régiment de logistique de combat 25                               |         | N / A  |
| Régiment de quartier général, 2e groupe de logistique des Marines |         | N / A  |

### 3edivision des Marines
| Nom de l'unité          | Insigne | Surnom            |
| ----------------------- | ------- | ----------------- |
| 3e régiment de Marines  |         | N / A             |
| 4e régiment de Marines  |         | Marines de Chine  |
| 12e régiment de Marines |         | Tonnerre et acier |

### 3egroupe logistique des Marines
| Nom de l'unité                                                 | Insigne | Surnom |
| -------------------------------------------------------------- | ------- | ------ |
| Régiment de logistique de combat 3                             |         | N / A  |
| Régiment de logistique de combat 35                            |         | N / A  |
| Régiment de quartier général, 3e groupe logistique des Marines |         | N / A  |

### 4edivision des Marines (Réserve)
| Nom de l'unité          | Insigne | Surnom                  |
| ----------------------- | ------- | ----------------------- |
| 14e régiment de Marines |         | N / A                   |
| 23e régiment de Marines |         | N / A                   |
| 25e régiment de Marines |         | Guerriers de l'Arctique |

### 4egroupe de logistique des Marines
| Nom de l'unité                      | Insigne | Surnom |
| ----------------------------------- | ------- | ------ |
| Régiment de logistique de combat 4  |         | N / A  |
| Régiment de logistique de combat 45 |         | N / A  |

### Autres régiments
| Nom de l'unité                           | Insigne | Surnom      |
| ---------------------------------------- | ------- | ----------- |
| Régiment de recrutement et d'instruction |         |             |
| Marine Corps Security Force Regiment     |         | Gunslingers |
| Marine Raider Regiment                   |         |             |
| USMC Wounded Warrior Regiment            |         |             |

### Liste des régiments actifs par type et numéro

#### Infanterie
- 1er régiment de Marines
- 2e régiment de Marines
- 3e régiment de Marines
- 4e régiment de Marines
- 5e régiment de Marines
- 6e régiment de Marines
- 7e régiment de Marines
- 8e régiment de Marines
- 9e régiment de Marines
- 23e régiment de Marines
- 25e régiment de Marines

#### Artillerie
- 10e régiment de Marines
- 11e régiment de Marines
- 12e régiment de Marines
- 14e régiment de Marines

#### Logistique
- Régiment de logistique de combat 1
- Régiment de logistique de combat 2
- Régiment de logistique de combat 3
- Régiment de logistique de combat 4
- Régiment de logistique de combat 15
- Régiment de logistique de combat 25
- Régiment de logistique de combat 35
- Régiment de logistique de combat 45
- Régiment de quartier général, 1er groupe de logistique de Marines
- Régiment de quartier général, 2e groupe de logistique de Marines
- Régiment de quartier général, 3e groupe de logistique de Marines

#### Autre
- Marine Corps Security Force Regiment
- Marine Raider Regiment
- Régiment d'instruction des recrues, MCRD Paris Island, SC
- Régiment d'entraînement des recrues, MCRD San Diego, CA
- Régiment de guerriers blessés

## Inactif

### 5edivision des Marines
| Nom de l'unité          | Insigne | Surnom             |
| ----------------------- | ------- | ------------------ |
| 13e régiment de Marines |         |                    |
| 26e régiment de Marines |         | Les professionnels |
| 27e régiment de Marines |         |                    |
| 28e régiment de Marines |         | Valeur rare        |

### 6edivision des Marines
| Nom de l'unité          | Insigne | Surnom |
| ----------------------- | ------- | ------ |
| 15e régiment de Marines |         |        |
| 22e régiment de Marines |         |        |
| 29e régiment de Marines |         |        |

### Autres régiments inactifs
| Nom de l'unité                            | Insigne | Surnom          |
| ----------------------------------------- | ------- | --------------- |
| Bataillons de défense des Marines         |         |                 |
| 1er régiment de parachutistes des Marines |         | Paramarines     |
| 1er régiment de Marine Raiders            |         | Raiders         |
| 9e régiment de Marines                    |         | Neuvième frappe |
| 16e régiment de Marines                   |         |                 |
| 17e régiment de Marines                   |         |                 |
| 18e régiment de Marines                   |         |                 |
| 19e régiment de Marines                   |         |                 |
| 20e régiment de Marines                   |         |                 |
| 21e régiment de Marines                   |         |                 |
| 24e régiment de Marines                   |         | N / A           |